# Bon Voyage (東京事変の映像作品)
『Bon Voyage』（ボン・ヴォヤージュ）は2012年6月13日にEMIミュージック・ジャパンより発売された東京事変のライブ映像集。DVDとBlu-rayでリリース。

## 概要
本作は2012年に行われた東京事変の「再生」前最後のライブ・ツアー「東京事変 Live Tour 2012 Domestique Bon Voyage」から、東京事変の解散日である2月29日に開催された日本武道館でのラストライブの模様を収録した映像作品。ライブ・シネマで放映された映像を再編集し、ダブルアンコールを含めたラストライブの模様を完全収録している。
また、エキサイトから期間限定でツアーの世界観を反映したコレクターズアイテムとなっているiPhoneアプリ「Bon Voyage 東京磁針」が提供された。
Blu-ray Discは発売初週2.0万枚を売り上げ、2012年6月25日付オリコンBDランキングで総合首位を獲得。前作「Discovery」を越える自身最高累積売上を記録した。
初回生産分のみ、スリーブケース仕様&壱百万事変紙幣封入。

## 収録曲
全作詞：椎名林檎（注記を除く）
| #   | タイトル                                     | 作詞 | 作曲              |
| --- | -------------------------------------------- | ---- | ----------------- |
| 1.  | 「生きる」                                   |      | 伊澤一葉          |
| 2.  | 「新しい文明開化」                           |      | 伊澤一葉 椎名林檎 |
| 3.  | 「今夜はから騒ぎ」                           |      | 椎名林檎          |
| 4.  | 「OSCA」(作詞：浮雲)                         |      | 浮雲              |
| 5.  | 「FOUL」(作詞：浮雲)                         |      | 浮雲              |
| 6.  | 「シーズンサヨナラ」(作詞：浮雲)             |      | 浮雲              |
| 7.  | 「カーネーション」(inst.)                    |      | 椎名林檎          |
| 8.  | 「海底に巣くう男」(作詞：浮雲)               |      | 浮雲              |
| 9.  | 「怪ホラーダスト」(作詞：伊澤一葉)           |      | 伊澤一葉          |
| 10. | 「ほんとのところ」(作詞：刄田綴色)           |      | 刄田綴色          |
| 11. | 「ｓａ＿ｉ＿ｔａ」(作詞：浮雲)               |      | 浮雲              |
| 12. | 「能動的三分間」                             |      | 椎名林檎          |
| 13. | 「修羅場」                                   |      | 椎名林檎          |
| 14. | 「絶体絶命」                                 |      | 伊澤一葉 椎名林檎 |
| 15. | 「アイスクリームの歌」(作詞：さとうよしみ)   |      | 服部公一          |
| 16. | 「ボーナスステージ（アイスクライマーより）」 |      | 中塚章人          |
| 17. | 「おいしい季節」                             |      | 椎名林檎          |
| 18. | 「女の子は誰でも」                           |      | 椎名林檎          |
| 19. | 「御祭騒ぎ」                                 |      | 椎名林檎          |
| 20. | 「天国へようこそ」                           |      | 椎名林檎          |
| 21. | 「タイムカプセル｣(作詞：亀田誠治）」         |      | 亀田誠治          |
| 22. | 「電波通信」                                 |      | 伊澤一葉          |
| 23. | 「閃光少女」                                 |      | 亀田誠治          |
| 24. | 「勝ち戦」                                   |      | 椎名林檎          |
| 25. | 「キラーチューン」                           |      | 伊澤一葉          |
| 26. | 「空が鳴っている」                           |      | 亀田誠治          |
| 27. | 「丸ノ内サディスティック」                   |      | 椎名林檎          |
| 28. | 「群青日和」                                 |      | H是都M            |
| 29. | 「青春の瞬き」                               |      | 椎名林檎          |
| 30. | 「透明人間」                                 |      | 亀田誠治          |

## 東京事変 Live Tour 2012 Domestique Bon Voyage
『東京事変 Live Tour 2012 Domestique Bon Voyage』（とうきょうじへん ライブ・ツアー 2012 ドメスティーク・ボン・ヴォヤージュ）は、東京事変が2012年2月に行った最後のライブ・ツアー。「最期の生実演」と銘打った本ツアーはメンバー5人の他、斎藤ネコ率いる総勢43人のオーケストラと、イデビアン・クルーのダンサー4人が出演している。

### ライブビューイング
最終公演の日本武道館公演はライブビューイングが実施され、国内外計121館の映画館で同時生中継された。ラストツアーに全国から66万枚を超える申し込みが殺到してチケットが即日完売したために急遽企画されたもので、総動員数は約4万人、上映は国内114ヶ所156スクリーンに加え海外7ヶ所8スクリーン（香港・台湾・シンガポール）の、ライブの同時中継としては前年末の「EXILE LIVE TOUR 2011 TOWER OF WISH 〜願いの塔〜」札幌公演（国内112ヵ所）、「AKB48紅白対抗歌合戦」（国内102ヵ所）に迫る史上最大級規模での生中継だった。

### ツアーの日程
| 公演日        | 開場/開演   | 会場         |
| ------------- | ----------- | ------------ |
| 2012年2月14日 | 18:00/19:00 | 横浜アリーナ |
| 2012年2月15日 | 18:00/19:00 | 横浜アリーナ |
| 2012年2月21日 | 18:00/19:00 | 大阪城ホール |
| 2012年2月22日 | 18:00/19:00 | 大阪城ホール |
| 2012年2月28日 | 18:00/19:00 | 日本武道館   |
| 2012年2月29日 | 18:00/19:00 | 日本武道館   |

### セットリスト
| 1. 生きる 2. 新しい文明開化 3. 今夜はから騒ぎ 4. OSCA 5. FOUL 6. シーズンサヨナラ 7. カーネーション 8. 海底に巣くう男 9. 怪ホラーダスト 10. ほんとのところ 11. sa_i_ta 12. 能動的三分間 13. 修羅場 | 1. 絶体絶命 2. アイスクリームのうた 3. ボーナスステージ（inst.） 4. おいしい季節 5. 女の子は誰でも 6. 御祭騒ぎ 7. 天国へようこそ 8. タイムカプセル 9. 電波通信 10. 閃光少女 11. 勝ち戦 12. キラーチューン 13. 空が鳴っている |

アンコール

### 演奏
東京事変
- ボーカル、ギター、キーボード&ドラムス：椎名林檎
- キーボード、ギター&ボーカル：伊澤一葉
- ギター&ボーカル：浮雲
- ベース&ボーカル：亀田誠治
- ドラムス、ギター&ボーカル：刄田綴色

オーケストラ
- フルート：高桑英世
- オーボエ：庄司さとし
- クラリネット：十亀正司
- ホルン：藤田乙比古、松嶋千絵
- アルトサックス：竹野昌邦
- テナーサックス：山本拓夫
- トランペット：西村浩二、菅坡雅彦、中野勇介
- トロンボーン：村田陽一、辻冬樹、野々下興一
- パーカッション：高田みどり、小竹満里
- ハープ：朝川朋之
- コンサートマスター：グレート栄田
- ヴァイオリン：小倉達夫、桐山なぎさ、滝沢幸二郎、押鐘貴之、桑田穣、栄田緑、角田知寿子、越川歩、白須今、入江茜、横田智子、田口薫、粕谷吏
- ヴィオラ：細川亜維子、渡部安見子、三木章子、加治友理
- チェロ：笠原あやの、前田善彦、渡邉雅弦、川副圭子
- コントラバス：斎藤輝彦、増田琴美

その他
- マニピュレーター：中山信彦
- コレオグラファー：井手茂太（イデビアン・クルー）
- ダンサー：斉藤美音子、菅尾なぎさ、金子あい、依田朋子（イデビアンクルー）